# Ткаченко Володимир Анатолійович
Володи́мир Анато́лійович Ткаче́нко (*18 листопада 1962, Тростянець) — народний депутат України II скликання, кандидат політичних наук.

## Життєпис
Народився 18 листопада 1962 року в м. Тростянці Сумської області. 
Освіта: філософський факультет Київського університету імені Тараса Шевченка, спеціальність — політологія.
В 1980—1981 роках — слюсар Півненківського цукрозаводу (м. Тростянець). У 1981—1983 строкова служба в армії (Монголія). 1983—1994 рр. працював у ВАТ «Нафтопроммаш» (м. Охтирка Сумська обл).
В травні 1994 р. був обраний народним депутатом України від Сумської області, працював в Комітеті Верховної Ради України з питань правової політики та судово-правової реформи. Був членом тимчасової депутатської Комісії по підготовці Законів України «Про місцеве самоврядування», «Про місцеві державні адміністрації». 
Працював над багатьма прийнятими Верховною Радою законопроєктами, зокрема, «Про Кабінет Міністрів України», «Про Конституційний суд України», «Про боротьбу з корупцією» та іншими.
Має перший ранг державного службовця (найвищий).
З 1995 року постійно проживає в місті Києві.
1999—2009 роки — керівник корпоративного відділу ЗАТ «Крафт Фудз Україна», що має виробничі потужності в Сумській на Київській областях та центральний офіс в Києві. Був відповідальний за зв'язки та співпрацю із органами влади всіх рівнів (державні адміністрації, міністерства, комітети), громадськістю, ЗМІ, внутрішню інформаційну політику та благодійну діяльність компанії, спонсорські проєкти (Коронація слова).
За 10 років роботи Ткаченка, компанія інвестувала в економіку України понад 100 мільйонів доларів США[джерело?].
З 2009 року по травень 2012 року Володимир Ткаченко працював головним радником з питань співпраці з органами влади ПАТ «АрселорМіттал Кривий Ріг», в минулому Криворіжсталь, підприємства, за яке Україна отримала найбільші в її історії іноземні інвестиції від світового лідера металургійної галузі. З 2012 року — голова Київського представництва ПАТ «АрселорМіттал Кривий Ріг».

## Громадська діяльність
Очолює ревізійну комісію Інституту Громадянського Суспільства;
Член Правління Асоціації народних депутатів України, до якої входять більше 600 українських парламентаріїв різних скликань;
Був включений до двох робочих груп Консультативної Ради з іноземних інвестицій в Україні заснованої Президентом України Віктором Ющенко. Після заснування новобраним Президентом України Віктором Януковичем нового дорадчого органу, Володимир увійшов і активно працює в робочій групі «Промисловість і виробництво».

## Наукова діяльність
1995—1996 роках — співпраця із Інститутом Росії Національної Академії Наук України, з 1996 р. — з Інститутом політичних та етнонаціональних досліджень Національної Академії Наук України. Спеціалізація: державне управління, національна безпека, інтеграційні утворення на пострадянському просторі, Росія. Співавтор книг «Етнополітичний розвиток України: досвід, проблеми, перспективи», Київ, 1997; «Будуємо нову державу», Київ, 1997. Автор книги «Співдружність Незалежних Держав та національні інтереси України» Київ, 1998 рік, ряду статей в наукових та періодичних виданнях.
У вересні 1998 р. захистив дисертацію на тему: «Співдружність Незалежних Держав як геополітичний феномен. Політологічний аналіз», отримав вчений ступінь — кандидат політичних наук.

## Особисте життя
Одружений, батько двох дітей.

## Нагороди
Заслужений працівник промисловості України — звання присвоєно Президентом України в 2006 р.
Нагороджений Подякою Президента України (за сумлінну працю) в 2002 року, та Почесною грамотою Верховної Ради України (за особливі заслуги перед народом України) в 2011 році.